# 이형상 수고본
이형상 수고본(李衡祥 手稿本)은 대한민국 경상북도 영천시 성내동에 있는, 조선 숙종 때의 국학자이자 실학의 선구자였던 병와 이형상(甁窩 李衡祥, 1653∼1733)이 남긴 친필 원고본이다. 1979년 2월 7일 대한민국의 보물 제652호로 지정되었다.

## 개요
‘이형상 수고본(李衡祥 手稿本)’은 조선 숙종 때의 국학자이자 실학의 선구자였던 병와 이형상(甁窩 李衡祥, 1653∼1733)이 남긴 친필 원고본이다.
이형상의 자는 중옥(仲玉), 호는 병와·순옹(順翁), 본관은 전주(全州), 효령대군의 10대손이다. 1677년(숙종 3)에 사마시, 1680년(숙종 6)에 문과에 급제한 후 호조좌랑·청주목사·동래부사·제주목사 등을 지냈다. 그 후 벼슬을 사양하고 영천에 호연정(浩然亭)을 짓고 30여 년 간을 후학 양성과 저술에 전념했다. 그의 학문 영역은 매우 넓고 깊어서 경학 및 성리학을 비롯하여 예학·역사·전기·지리·시문에 이르는 넓은 분야를 해박한 지식을 가지고서 다루고 있다. 그는 저서뿐만 아니라 그와 관련된 간찰·교지 등의 고문서와 인각, 기타 유품도 남겨 놓았다.
‘이형상 수고본’으로 일괄 지정된 그의 저술은 10종 15책으로 성리학을 비롯하여 예학·역사·전기·지리·시문 등 넓은 분야를 포괄하는 국학연구에 도움이 되는 자료들로서 그 가치가 있다.

## 세부 내역
| 번호     | 사진 | 명칭                                                    | 수량 | 비고 |
| 652-1호  |      | 이형상 수고본-선후천 (李衡祥 手稿本-先後天)             | 3책  | 역학 관계 저술인 활자본이다. |
| 652-2호  |      | 이형상 수고본-악학편고 (李衡祥 手稿本-樂學便考)         | 3책  | 신라·고려 및 조선 초기의 속악을 모아놓은 악학서이다. |
| 652-3호  |      | 이형상 수고본-악학습령 (李衡祥 手稿本-樂學拾零)         | 1책  | 고려 및 조선 초기의 1,109수의 시조를 모아놓은 시조집이다. |
| 652-4호  |      | 이형상 수고본-강도지 (李衡祥 手稿本-江都誌)             | 2책  | 강화의 지리지이자 수어책(守禦策)을 기술한 필사본 |
| 652-5호  |      | 이형상 수고본-남환박물지 (李衡祥 手稿本-南宦博物誌)     | 1책  | 1704년에 완성된 제주의 자연, 풍물 등을 수록한 지리서이다. |
| 652-6호  |      | 이형상 수고본 - 탐라순력도 (李衡祥 手稿本 - 耽羅巡歷圖) | 1첩  | 이형상이 제주 관내를 한 달간 순력 (감사가 도내의 각 고을을 순회함)하고 돌아온 후 그간의 여러 가지 상황들을 28폭의 그림에 담아낸 총 41면으로 된 도첩이다. 제주도 소속 화공 김남길이 그림을 그리고 이형상이 설명을 삽입하여 함께 제작한 것으로 18세기 초 제주도의 자연, 역사, 산물 등이 기록된 작품으로 역사적, 문화적, 회화적 가치가 높다. |
| 652-7호  |      | 이형상 수고본-둔서록 (팔외십요소)                       | 1책  | 일본 지리에 대한 박물지로 일본의 군병, 병기, 병서 및 일본의 지형 정세를 기술한 필사본이다. |
| 652-8호  |      | 이형상 수고본-복부유목 (李衡祥 手稿本-覆부類目)         | 1책  | 이형상이 조정에 올린 글을 모은 책이다. |
| 652-9호  |      | 이형상 수고본-정안여분 (李衡祥 手稿本-靜安餘噴)         | 1책  | 이형상이 자신이 쓴 글을 유목별로 나누어 정리한 책이다. |
| 652-10호 |      | 이형상 수고본-동이산략 (李衡祥 手稿本-東耳刪略)         | 1책  | 이형상이 자신이 쓴 글을 서목별로 요약한 책 |

## 같이 보기
- 이형상

## 참고 자료
- 이형상 수고본 - 국가유산청 국가유산포털